# 奧斯汀山
74°53′S 63°10′W / 74.883°S 63.167°W
奧斯汀山（英語：Mount Austin）是南極洲的山峰，位於帕爾默地，海拔高度955米，海拔高度1,565米，由美國的探險隊發現，該山峰現時由南極條約體系管理。